# Ferma (Bîșiv), Makariv
Ferma (în ucraineană Ферма) este un sat în comuna Bîșiv din raionul Makariv, regiunea Kiev, Ucraina.

## Demografie
Componența lingvistică a localității Ferma
     Ucraineană (100%)
Conform recensământului din 2001, toată populația localității Ferma era vorbitoare de ucraineană (100%).